# Bordușani
Bordușani es una comuna ubicada en el distrito de Ialomița, Rumania.

## Superficie
Cuenta con una superficie de 222,2 kilómetros cuadrados.

## Demografía
Hasta 2021 la población era de 4414 habitantes, con una densidad de población de 19,87 habitantes por kilómetro cuadrado.